# Retrato de Baldassare Castiglione
Retrato de  Baldassare Castiglione é uma pintura a óleo de c. 1514–1515 atribuída ao pintor italiano da Alta Renascença, Rafael. Considerado um dos grandes retratos da Renascença, exerce uma influência duradoura. Retrata o amigo de Rafael, o diplomata e humanista Baldassare Castiglione, que é considerado um exemplo quintessencial do cavalheiro da Alta Renascença.

## Visão geral
O retrato foi produzido como resultado da amizade de Rafael com Castiglione, cuja ascensão nos círculos da corte era paralela à do artista. Eles eram amigos íntimos por volta de 1504, quando Castiglione fez sua segunda visita a Urbino, enquanto Rafael ganhava reconhecimento como artista no círculo humanista da corte ducal da cidade. Rafael foi contratado por Guidobaldo da Montefeltro em 1505 para pintar um quadro para Henrique VII; Castiglione viajou para a Inglaterra para apresentar a pintura acabada ao rei. É possível que Castiglione tenha servido mais tarde como um "conselheiro acadêmico" para a Escola de Atenas de Rafael, e que a representação de Zoroastro naquele afresco possa ser um retrato do cortesão.
O Retrato de Baldassare Castiglione pode ter tido um propósito prático e íntimo. Castiglione deixou sua família para trás quando foi para Roma, e ele escreveu um poema no qual imaginava sua esposa e filho se consolando com a imagem durante sua ausência.
A composição é piramidal. É uma das duas únicas pinturas de Rafael em tela (era considerada antes como originalmente pintada em um painel de madeira e mais tarde transferida para tela). Cópias produzidas no século XVII mostram as mãos de Castiglione por inteiro, sugerindo que o quadro foi subsequentemente cortado em vários centímetros na parte inferior (em uma data posterior, os pesquisadores determinaram que a pintura não foi cortada). Castiglione está sentado contra um fundo em tons terrosos e usa um gibão escuro com acabamento em pele de esquilo e fita preta; em sua cabeça está um turbante encimado por uma boina entalhada. A vestimenta indica que a obra foi pintada durante o inverno, provavelmente o de 1514–1515, quando Castiglione estava em Roma por nomeação de Guidobaldo da Montefeltro ao Papa Leão X. As áreas mais claras são o rosto do retratado visto quase de frente, uma ondulação da camisa branca à altura do peito e suas mãos cruzadas, que ficam em grande parte fora do enquadramento na borda inferior da tela. Castiglione é visto como vulnerável, possuindo uma sensibilidade humana característica dos últimos retratos de Rafael. Os contornos suaves de sua roupa e barba arredondada expressam a sutileza da personalidade do retratado. Em seu O Livro do Cortesão, Castiglione defendeu o cultivo de boas maneiras e vestimentas. Ele popularizou o termo sprezzatura, que se traduz livremente como "domínio displicente", um ideal de graça sem esforço que se adequa a um homem de cultura. O conceito eventualmente chegou à literatura inglesa, nas peças de Ben Jonson e William Shakespeare.
A elegância da execução da pintura é consistente com a atitude do retratado. O historiador de arte Lawrence Gowing notou que o tratamento contraintuitivo do veludo cinza (na verdade, uma pele) rompe com a modelagem acadêmica da forma, com as amplas superfícies mergulhadas em uma rica escuridão e o tecido brilhando mais intensamente à medida que se afasta da luz. Para Gowing, "A pintura tem a sutileza da observação barroca, mas a quietude e o contorno nobre da pintura clássica em seu auge." A composição e a qualidade atmosférica do retrato sugerem uma homenagem à Mona Lisa, que Rafael teria visto em Roma. No entanto, o retrato de Castiglione transcende as questões de influência; o historiador de arte James Beck escreveu que "O Retrato de Baldassare Castiglione se destaca como uma solução final para o retrato masculino individual dentro do estilo renascentista..."
Apesar das mudanças na avaliação crítica da obra de Rafael, a pintura desfrutou de uma admiração consistente de outros artistas. Ticiano foi fortemente influenciado por este retrato e pode tê-lo visto pela primeira vez na casa de Castiglione em Mântua. O Retrato de um Homem (Tommaso Mosti?) do mestre veneziano é geralmente visto como tendo uma forte dívida composicional com a pintura de Rafael, e também reflete o conselho influente de Castiglione sobre a elegância contida da vestimenta recomendada para cortesãos. Em 1639, Rembrandt fez um esboço da pintura enquanto ela estava sendo leiloada em Amsterdã, e subsequentemente referenciou a composição em vários autorretratos. Uma cópia da pintura, agora no Instituto de Arte Courtauld, foi pintada por Rubens. Ambas as versões de Rembrandt e Rubens exibem um floreio Barroco, bastante diferente da sobriedade contida da pintura original. No século XIX, Ingres escolheu uma moldura para o seu Retrato de Monsieur Bertin muito parecida com a que adornava a pintura de Rafael, talvez indicando as ambições de Ingres, ao mesmo tempo que sublinhava as semelhanças de coloração e o extraordinário ilusionismo das pinturas. Na virada do século XX, Matisse copiou a pintura, e Cézanne exclamou sobre o retrato de Rafael: "Quão bem arredondada é a testa, com todos os planos distintos. Quão bem equilibradas as partes na unidade do todo...."
Agora no Louvre, a pintura foi adquirida por Luís XIV em 1661 dos herdeiros do Cardeal Mazarino.

## Pinturas influenciadas

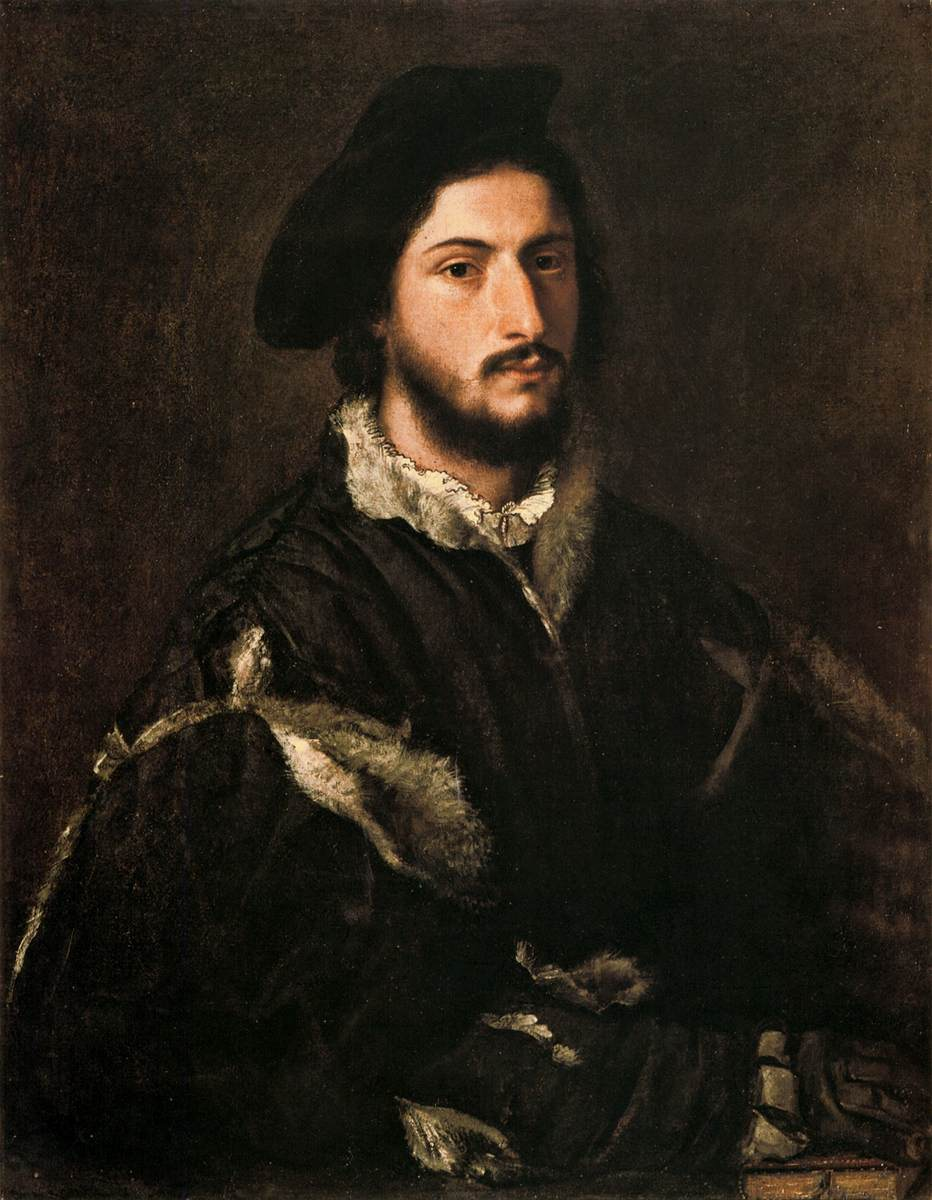
Ticiano, Retrato de um Homem (Tommaso Mosti?), ca. 1520.
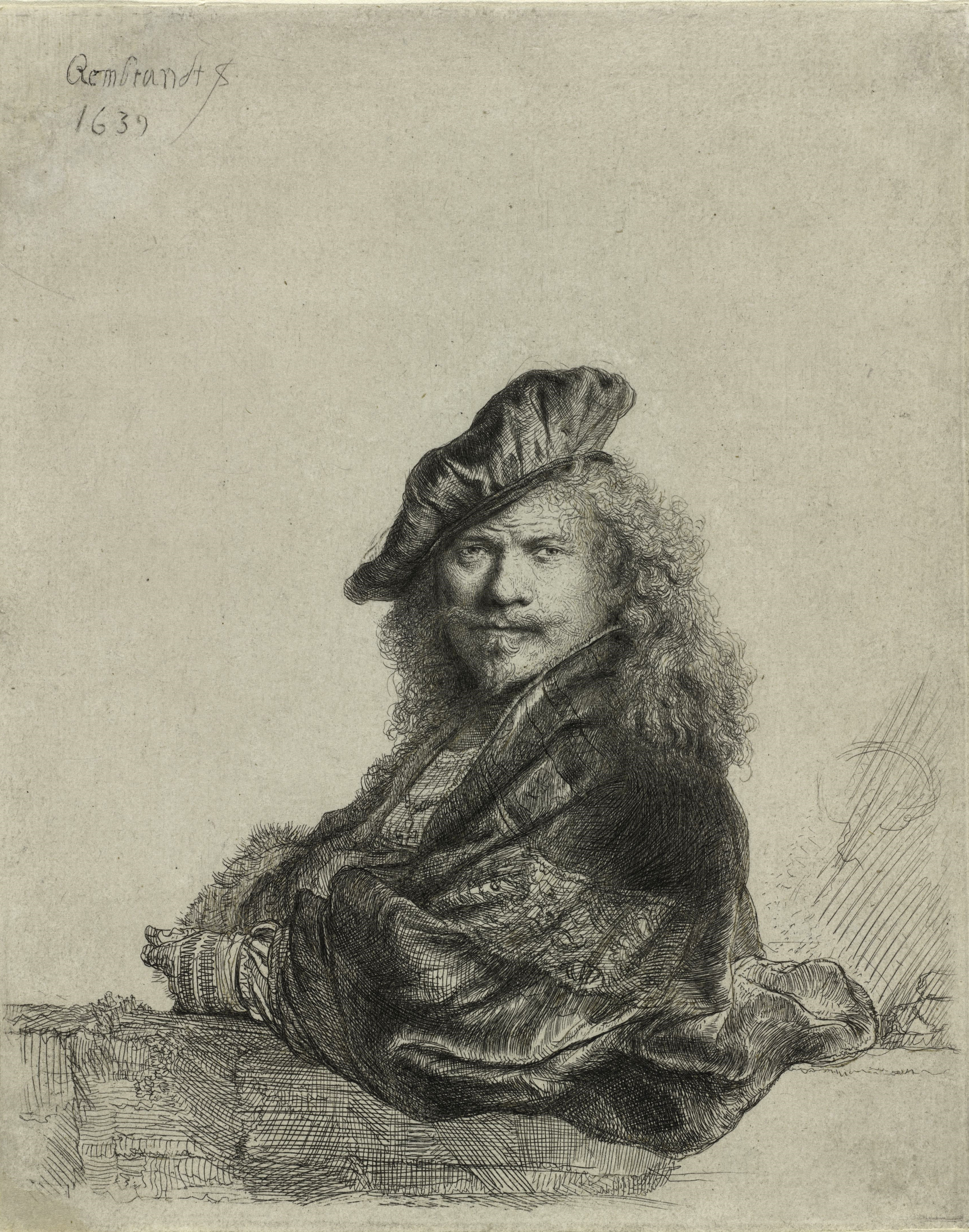
Rembrandt, Autorretrato Apoiado em um Peitoril de Pedra, gravura, 1639.
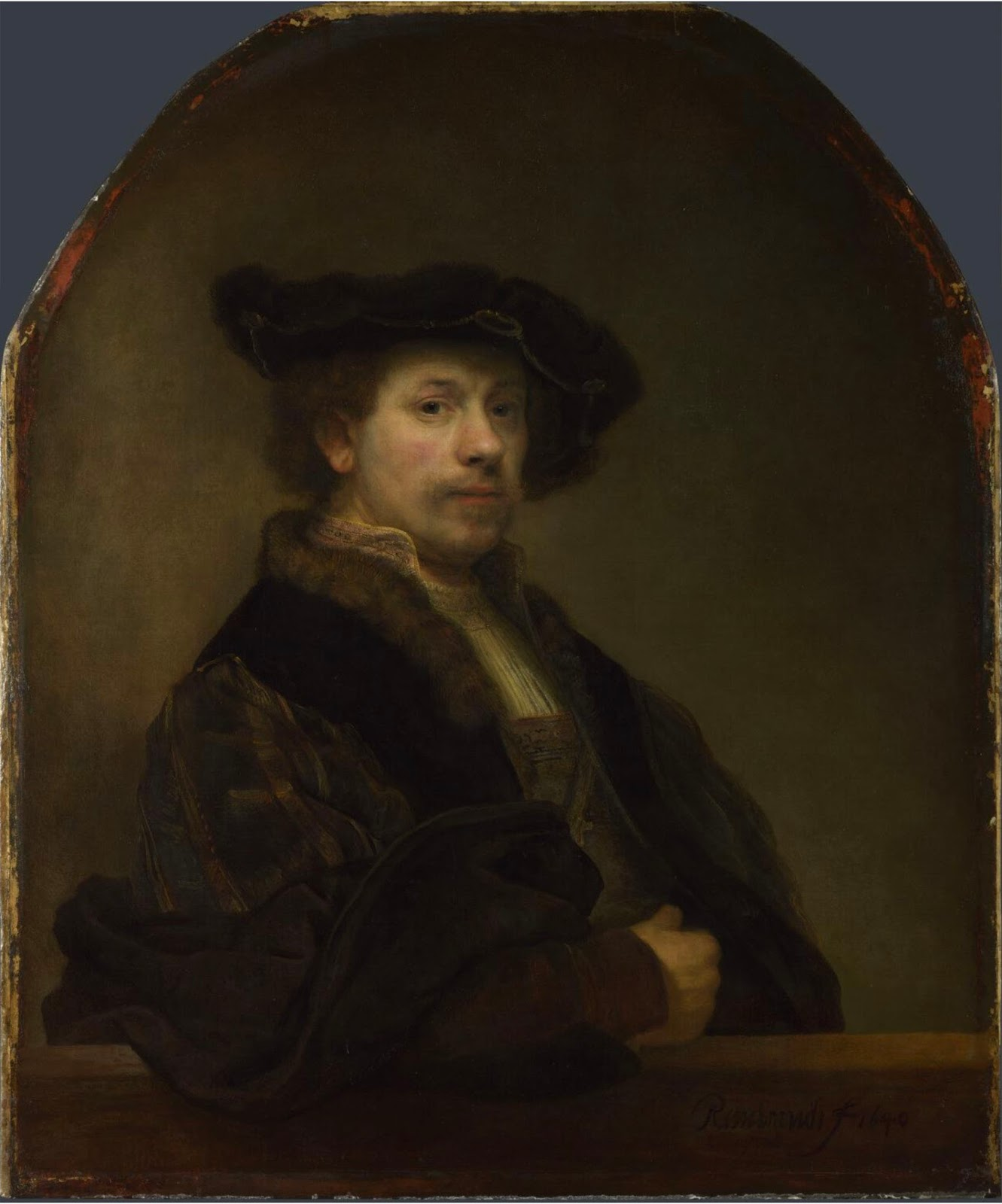
Rembrandt, Autorretrato, 1640.
Rembrandt, Autorretrato com Boina e Colarinho Levantado, 1659. Um autorretrato posterior de Rembrandt mostrando a influência do retrato de Castiglione.[14]
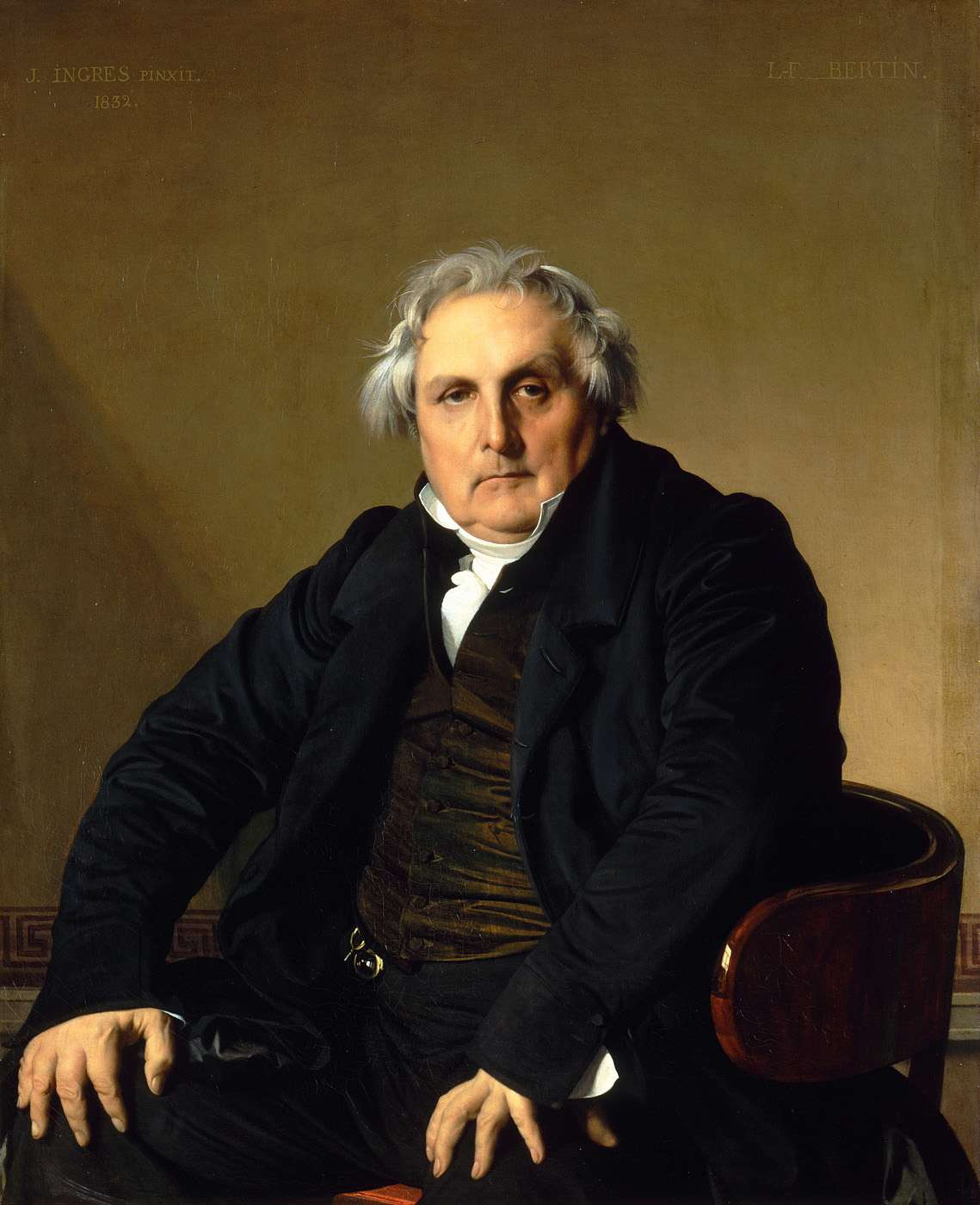
Jean Auguste Dominique Ingres, Retrato de Monsieur Bertin, 1832.

## Na tela
Portrait de l'ami en homme de cour. Portrait de Balthazar Castiglione, filme de Alain Jaubert da série Palettes (1994).